# Rupert (Würzburg)
Rupert († 11. Oktober 1106 auf dem Weg nach Guastalla) war von 1105 bis 1106 Gegenbischof im Bistum Würzburg.

## Leben
Der Streit um den Thron zwischen Kaiser Heinrich IV. und seinem Herausforderer und Sohn Heinrich V. spiegelte sich auch in den Machtverhältnissen des Bistums Würzburg wider. Nach dem Tod von Emehard setzte Heinrich IV. mit der Hilfe des Bamberger Bischofs Otto seinen Kanzler Erlung als Bischof ein. Dieser wurde im Juli 1105 von Heinrich V. vertrieben und der Dompropst Rupert von ihm eingesetzt. Der Metropolit Mainz, vertreten durch Bischof Ruthard, bestätigte ihn. Nun war es Rupert, der von Heinrich IV. vertrieben wurde, aber nach dem Verzicht Erlungs im Oktober 1105 erneut von Heinrich V. eingeführt wurde.
Rupert hat am Mainzer Reichstag vom 5. Januar 1106 teilgenommen. Er starb auf dem Weg zur Synode von Guastalla am 11. Oktober 1106.